# Peinture-poème « Une étoile caresse le sein d'une négresse »
Peinture-poème « Une étoile caresse le sein d’une négresse » est un tableau peint par Joan Miró en avril 1938. Cette huile sur toile représente différents éléments, dont une échelle, dominés par l'inscription à la main « Une étoile caresse le sein d'une négresse ». Elle est conservée dans les collections de la Tate, en Angleterre.

## Expositions
- Joan Miró: Schnecke Frau Blume Stern, Museum Kunstpalast, Düsseldorf, 2002 — n°42.
- Miró : La couleur de mes rêves, Grand Palais, Paris, 2018-2019 — n°63.